# Pašijová cesta v Římově
Křížová cesta v Římově u Českých Budějovic, zvaná římovská pašijová cesta či římovské pašije, je barokní křížová cesta rozšířená na 25 zastavení, která vede ze severozápadní části obce severním směrem, obchází vrch Cedron a podél řeky Malše se vrací zpět k obci na její jihovýchodní okraj. Je chráněna jako nemovitá kulturní památka České republiky; roku 2018 bylo římovské poutní místo, s křížovou cestou, kostelem svatého Ducha a Loretánskou kaplí prohlášeno za národní kulturní památku.

## Historie

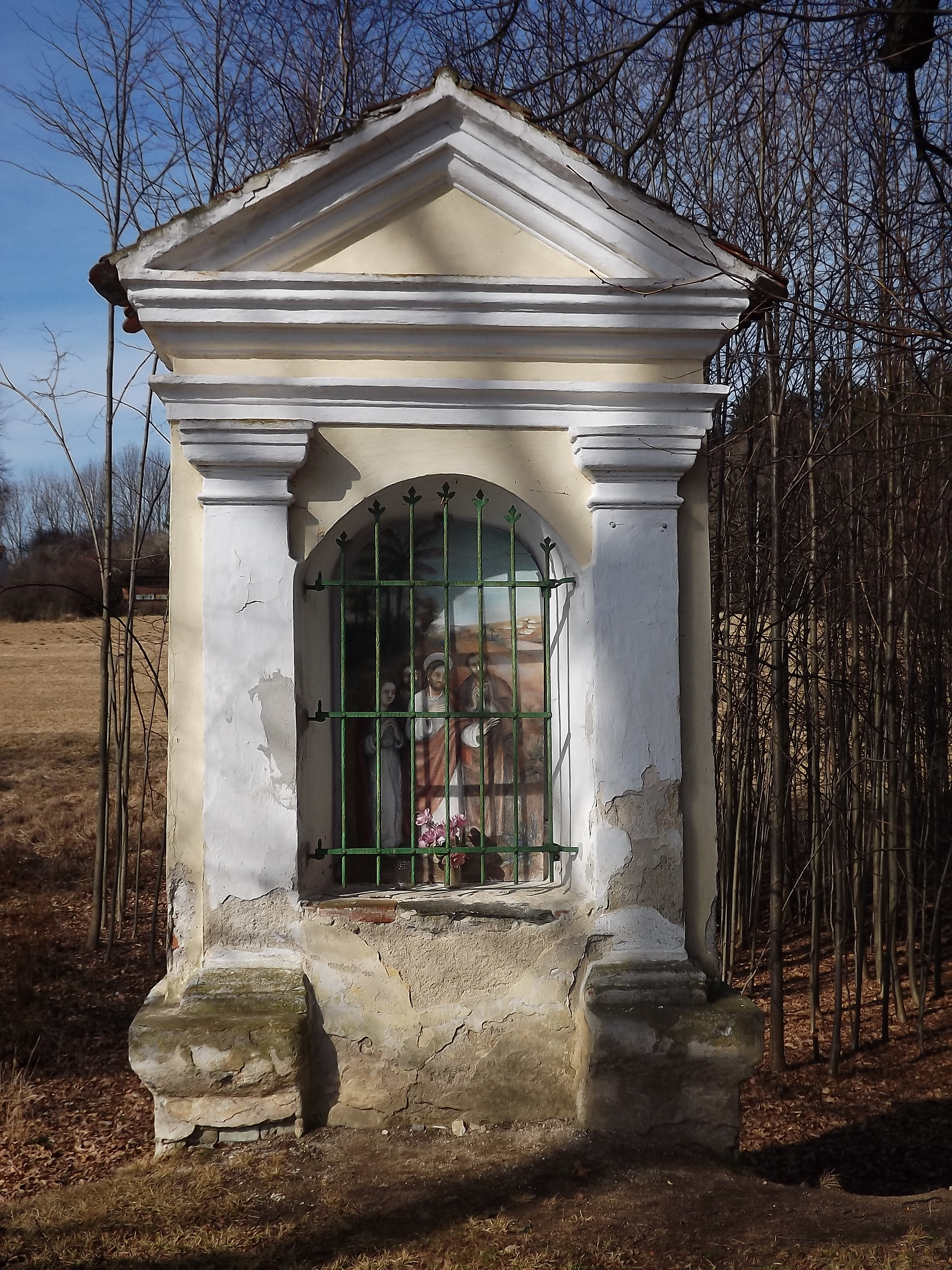
Zastavení křížové cesty v Římově U smutné duše

Křížová cesta vznikala v okolí Římova postupně od roku 1658 až do první čtvrtiny 18. století. Iniciátorem založení poutního místa s Loretánskou kaplí byl českokrumlovský jezuitský lékárník Jan Gurre. V okolí kaple v okruhu pěti kilometrů bylo vystavěno 25 barokních kapliček (tzv. Římovské pašije) s dřevěnými sochami. Kaple jsou nápaditě rozmístěny v rozmanitě členěném terénu a podle legendy jejich umístění odpovídá zastavením tradiční křížové cesty v Jeruzalémě a kvůli jejich zaměření putoval kapucínský páter Alex do Svaté země. Inspirační vzory cesty jsou badateli hledány v piemontských svatých horách nebo křížové cestě u polské Kalwarie Zebrzydowské.  Součástí poutního místa je též kaple Božího hrobu postavená podle vzoru kaple uprostřed jeruzalémského Chrámu Božího hrobu.
V letech 2021-23 prošel římovský areál rekonstrukcí, při které došlo k opravě poutního areálu i pašijové cesty nákladem 100 mil. Kč, v roce 2024 mají být do kaplí osazeny kopie soch vyhotovené z počítačově obráběného dřeva. Na podzim 2023 se na internetových stránkách jednoho východočeského obchodu se starožitnostmi objevila dřevěná socha, kterou poté policisté z Hradce Králové identifikovali jako sochu apoštola Bartoloměje, odcizenou z Římova. Nacházela se ve 2.kapli Poslední večeře Páně, odkud byla ukradena v noci z 8.na 9. srpna 1994. Socha byla poté vrácena farnosti. Podle římovského faráře P.Jakuba Václava Zentnera FSSP mají v kapli její kopii, proto originál umístí v místním Muzeu poutnictví. Dále : v roce 2003 objevili policisté v Holešovické tržnici v Praze další dvě sochy apoštolů z 2.kaple Poslední večeře Páně. A před 12 lety (2012) nalezli východočeští kriminalisté z Rychnova n.Kněžnou při domovních prohlídkách na Liberecku dvě sochy Krista a jednu sochu římského vojáka. Jde o římovské sochy římského vojáka z 15.zastavení Malý Pilát, o sochu Krista bičovaného a o sochu Krista trním korunovaného. Ještě před touto razií zajistili policisté sochu děvečky z kapličky na břehu řeky Malše. Ta byla ukradena v květnu 2009.

### Zastavení

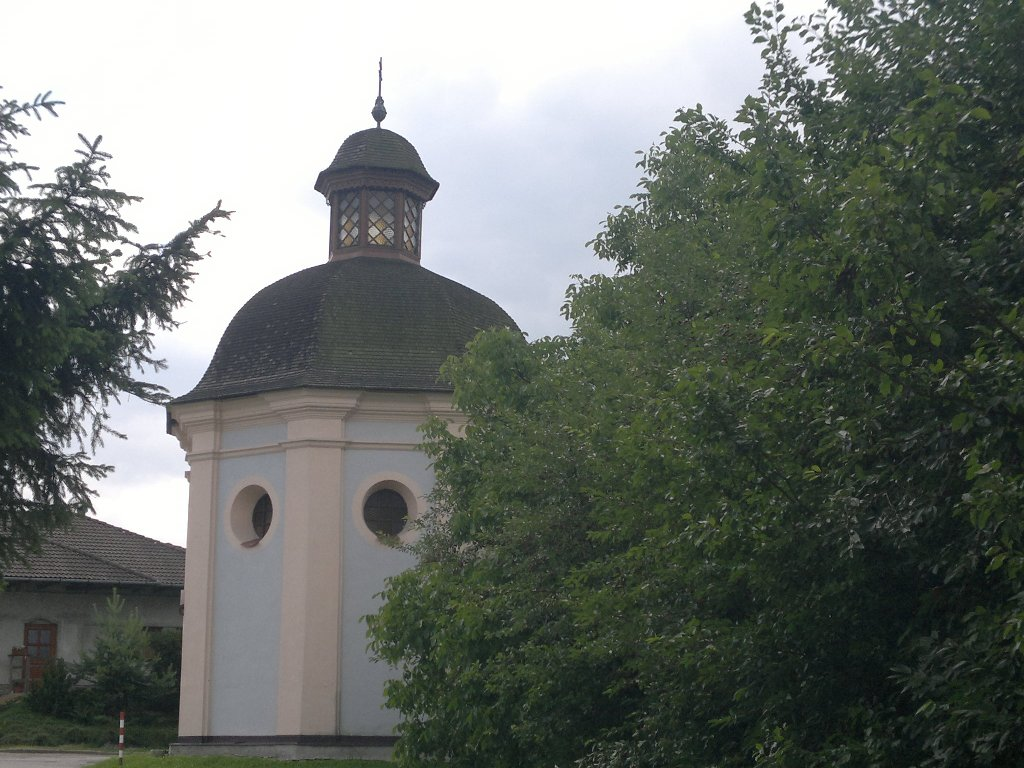
Loučení Ježíše s Pannou Marií

1. Loučení s Matkou - Rozměrná osmiboká kaple z let 1687 – 1688. Je zastřešena kupolí s lucernou, na vnitřní stěně je freskový obraz Ježíše Krista, který se loučí se svou matkou.
2. Poslední večeře Páně - po cestě mezi poli. Obdélná kaple z roku 1668 se třemi okny a dvěma vchody. Uvnitř stojí stůl, kolem něhož byly rozmístěny sochy Krista a dvanácti apoštolů v životní velikosti. Roku 1994 byla většina soch zcizena (VIZ výše). Existuje fotografie ještě kompletního uspořádání.
3. Stádní brána - nad hlubokým úvozem cesty. Zvaná U dvora Getsemanského, z obou stran otevřená, s freskovými obrazy na vnitřních stěnách, které znázorňují Krista provázeného učedníky z města Jeruzaléma do zahrady Getsemanské.
4. U pusté vsi - po cestě dolů. Nižší rozložitá kaple. Uvnitř jsou stojící plastiky Ježíše Krista, sv. Petra, sv. Jakuba a sv. Jana a osm soch na zemi ležících a spících apoštolů. Výjev představuje odpočinek v zahradě Getsemanské. Kaple byla postavena roku 1691, renovována v letech 1778 a 1795 a klasicistně přestavěna roku 1810.
5. U smutné duše - na úvozové cestě. Menší kaplička z roku 1691. V jejím výklenku visí na dřevě malovaný obraz z roku 1834 od prachatického malíře Felixe Fabera. Představuje Krista, jak říká svým učedníkům: "Smutná jest duše má až k smrti".[4][5] Na počest šedesátého výročí panování císaře Františka Josefa I. byly vedle kapličky dne 2. prosince 1908 zasazeny dvě lípy.
6. Na hoře Olivetské - za lesem nad silnicí u potoka. Jedná se o malý borovicemi porostlý skalnatý hřbet, který tvůrce římovské křížové cesty pojal jako "Olivetskou horu". Na nejvyšším skalním výběžku stojí kaplička, v jejímž výklenku je kamenná socha anděla držícího v rukou kalich a dřevěný kříž. Pod skalkou je kamenná socha klečícího Krista se sepjatýma rukama a hledícího ke kapličce. Níže za sochou Krista jsou tři kamenné plastiky spících apoštolů s vytesaným letopočtem 1660 (krátce po založení křížové cesty) a s iniciálami autora I.G. Místu se říká "Olivetská hora", "Modlitba Krista Pána v zahradě" nebo "U anděla".
7. U Jidáše - pod strání nad břehem potoka, nedaleko od Olivetské hory. Kaplička s obrazem znázorňujícím Jidášovu zradu.Zastavení na Olivetské hoře

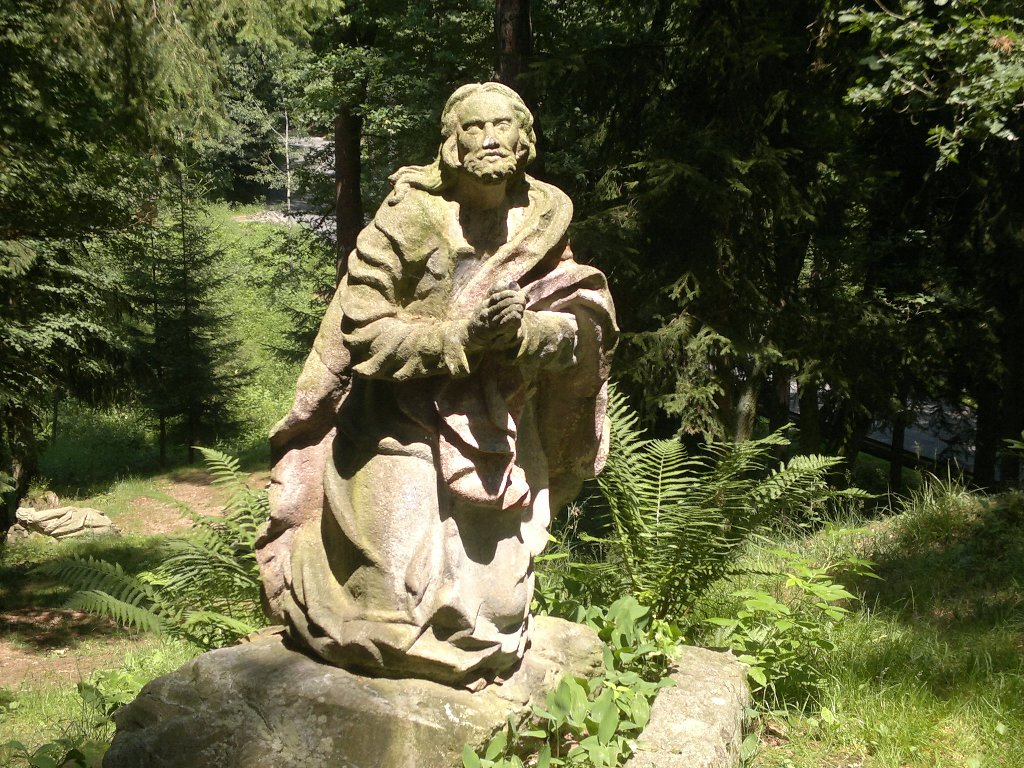
Zastavení na Olivetské hoře

8. Ježíš svázán - na pěšině na svahu. Kaplička s obrazem Krista svázaným a vedeným ze zahrady.
9. U chromého žida – za lesem. Větší kaple se sochou žoldnéře, který vyvádí spoutaného Krista ze zahrady Getsemanské.
10. U Cedronu - po cestě dolů přes pole. Rozměrná kaple z roku 1660. Ve výklenku se nachází výjev Krista vedeného dvěma žoldnéři přes potok Cedron. Stěnu za těmito třemi dřevěnými sochami vymaloval roku 1834 Felix Faber. Kaple má ve spodní části klenutý oblouk, kterým protéká malý potůček představující biblický potok v Jeruzalémě.
11. Ježíš poházen blátem - za silnicí. Menší kaplička s obrazem, který znázorňuje spoutaného Krista, kamenovaného.
12. Vodní brána - za kaplí dál po cestě. Kaple byla postavená před rokem 1697 a je uzavřena dřevěným plotem. Představuje jednu z jeruzalémských bran, kudy byl svázaný Ježíš Kristus veden do města. Protilehlé stěny brány byly vymalovány freskovými obrazy, po zásahu jsou poničené.Vodní brána

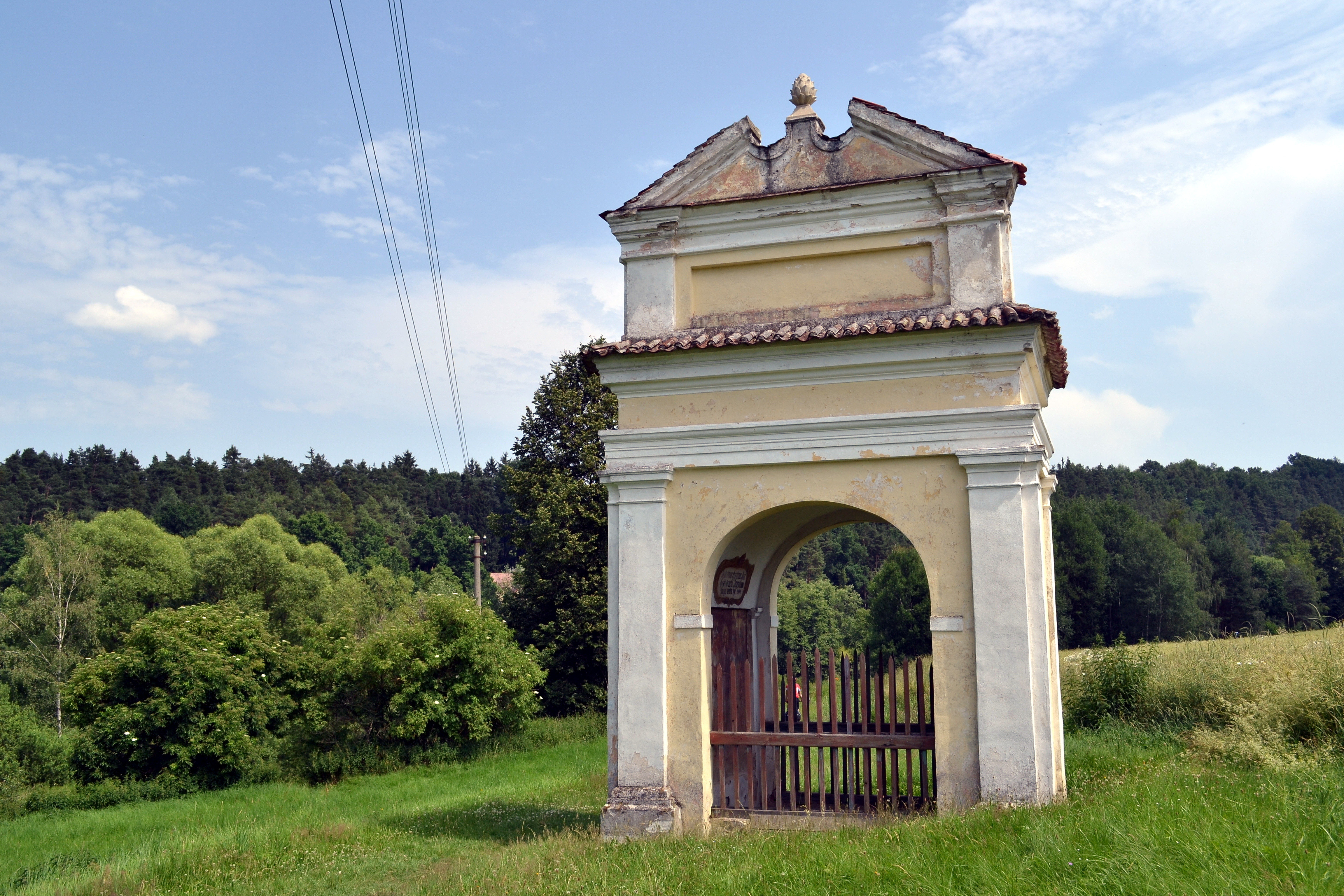
Vodní brána

13. U Annáše - podél levého břehu Malše. Kaple obrazem Krista vyslýchaného nejvyšším knězem Annášem.
14. U děvečky (U Kaifáše) - podél Malše. Velká kaple se dvěma klenutými oblouky, které ústí do dvou vnitřních prostor. V pravé části je umístěna socha děvečky u ohniště a socha sv. Petra, za nimiž stávala ještě dřevěná soška kohouta, v levé části jsou umístěny dřevěné plastiky Krista a žoldnéře. U zadní stěny stojí na vyvýšeném místě socha židovského nejvyššího kněze Kaifáše a po stranách dvě postavy židovských kněží namalované na dřevěných tabulích. Kaple pochází z roku 1663.
15. Malý Pilát - v ohybu řeky Malše. Menší kaple se sochami Krista, Piláta a vojáka ve výklenku. Kristus je veden před judského prokurátora Piláta.
16. U Herodesa - na okraji Římova. Ve výklenku kaple jsou tři sochy zpodobňující Krista dovedeného žoldnéřem před krále Herodesa a tam vysmívaného přítomnými Židy.
17. Velký Pilát - nad uličkou zvanou "Betlém". Rozměrná kaple z roku 1662, která má vysoké průčelí rozdělené třemi vodorovnými římsami. V dolní části jsou proraženy tři oblouky - větší prostřední a dva menší po stranách. Pravá část klenutého vnitřku ukazuje bičování Ježíše Krista (plastiky Krista a dvou vojáků), v levém oddělení dva žoldnéři kladou Kristovi na hlavu trnovou korunu. Nad nimi na výstupku ve zdi jsou sochy Piláta a zbičovaného Krista.
18. Na Ježíše vložen kříž - u silnice po pravé straně. Kaple s obrazem, na němž je Kristovi vkládán na ramena kříž. Zastavení bylo původně postaveno asi roku 1696 a nově roku 1835.
19. Setkání s Matkou - po cestě o několik desítek metrů dále. Atypická kaple, ve které jsou umístěny sochy setkání Krista a jeho matky. Klenba této kaple postavené asi roku 1660 byla původně posázena lasturami rybničních škeblí.
20. Svatá Veronika - u silnice pod hřbitovní zdí. Menší kaplička s obrazem od malíře Františka Doubka z roku 1885. Představuje setkání Krista se sv. Veronikou.
21. Popravní brána - pod schody. Postavena před rokem 1697. Freskové obrazy na jejích vnitřních stěnách namaloval Felix Faber roku 1840. Obrazy znázorňují tři plačící jeruzalémské ženy, jak potkávají Krista s křížem (fresku po levé straně přemaloval roku 1929 Karel Čihák, další oprava maleb proběhla v osmdesátých letech).
22. U Šimona - nad strmým svahem k Malši za zadním křídlem bývalého zámku. V kapli je umístěna socha Krista, který klesá pod těžkým křížem. Spoutaného Krista vedou dva žoldnéři, znázornění dřevěnými plastikami. Kříž Ježíši pomáhá nést Simon z Kyrény, vymalovaný na vyřezaném dřevěném prkně. Kaple byla postavena roku 1660.Kaple Božího hrobu

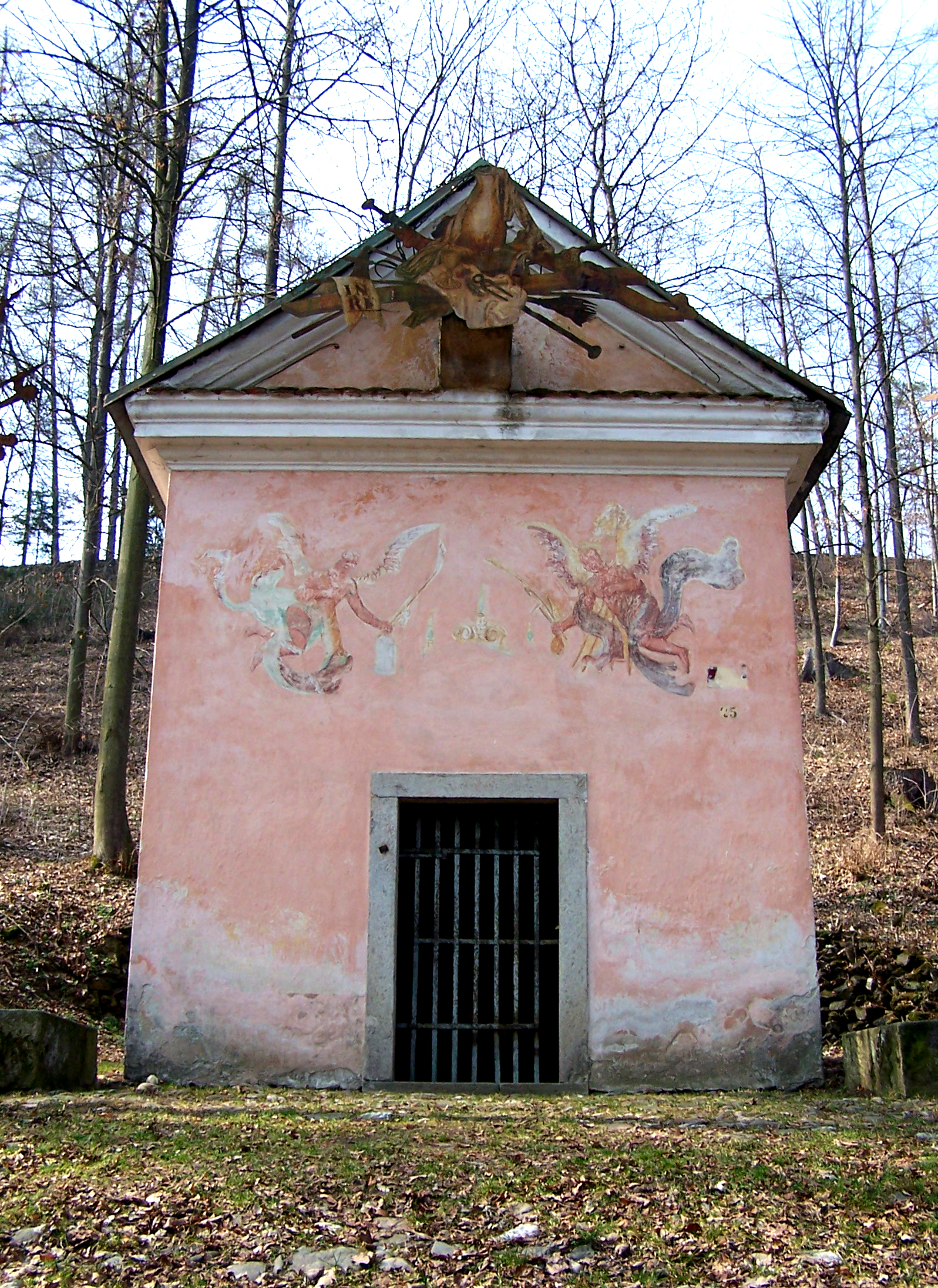
Kaple Božího hrobu

23. Kalvárie - strmý pahorek. Jsou zde vedle sebe vztyčeny tři vysoké dřevěné kříže, obnovené roku 1840. Ukřižované postavy jsou namalovány na vykrajovaném plechu. Prostřední, nejvyšší kříž nese samotného Krista, postranní kříže těla dvou lotrů Dismase a Gesmase. Mezi kříži stojí kamenné sochy Panny Marie, sv. Jana a sv. Máří Magdaleny, vytvořené roku 1705 Friedrichem Haslingerem z Hornu.
24. Pieta - za Kalvárií. Socha je umístěna ve výklenku kaple postavené roku 1661 na půlkruhovém půdorysu. Výklenek uzavírá kovaná mříž, socha Piety je z roku 1686.
25. Boží hrob - pod svahem u řeky. Přední část tvoří obdélná klenutá předsíň (Andělská kaple), ze které vede nízký otvor k samotnému Božímu hrobu v zadní, okrouhlé části. Uvnitř leží dřevěná socha Kristova těla, nejstarší plastika křížové cesty, datovaná 1658. Po obou stranách kaple Božího hrobu jsou umístěny dva kamenné sloupy, na nichž jsou připevněny plechy s namalovanými nástroji Kristova umučení.[6]